# زومبي لاند ساغا
زومبي لاند ساغا (باليابانية: ゾンビランドサガ، بالروماجي: Zonbi Rando Saga) (بالإنجليزية: Zombie Land Saga)‏ هو مسلسل أنمي ياباني تلفزيوني من إخراج مونيهيسا ساكاي وتأليف شيغيرو موراكوشي، ومن إنتاج مابا، عرض الأنمي في 4 أكتوبر عام 2018 واستمر عرضه حتى
20 ديسمبر عام 2018، وتكون من 12 حلقة.

## القصة
تدور أحداث القصة في عام 2008، في المدرسة الثانوية طالبة اسمها ساكورا ميناموتو قتلة فجأة بسبب شاحنة دهستها في الصباح، قبل موتها قدمت من أجل أن تصبح نجمة. بعد مرور عشرت سنوات أصبحت ساكورا أسطورة إلى جانب الست أساطير المفضلة لدى الفتيات على مر التاريخ في جميع أنحاء اليابان، لأنها تم إعادتها إلى الحياة على شكل زومبي من قبل شخص اسمه كوتارو تاتسومي، الذي يسعى لصنع فرقة من النجمات الزومبي تحت اسم فرانكتشوتشو.

## الشخصيات

### الشخصيات الرئيسية
ساكورا نيماموتو (باليابانية: 源 さくら، بالروماجي: Minamoto Sakura)
مؤدية الصوت: كايدي هوندو
ساكي نيكايدو (باليابانية: 二階堂 サキ، بالروماجي: Nikaidō Saki)
مؤدية الصوت: آسامي تانو
آي ميزونو (باليابانية: 水野 愛، بالروماجي: Mizuno Ai)
مؤدية الصوت: ريسا تاندا
جونكو كونو (باليابانية: 紺野 純子، بالروماجي: Konno Junko)
مؤدية الصوت: ماكي كاواسي
يوغيري (باليابانية: ゆうぎり، بالروماجي: Yūgiri)
مؤدية الصوت: ريكا كينوغاوا
ليلي هوشيكاوا (باليابانية: 星川 リリィ، بالروماجي: Hoshikawa Ririi)
مؤدية الصوت: مينامي تاناكا
تاي يامادا (باليابانية: 山田 たえ، بالروماجي: Yamada Tae)
مؤدية الصوت: كوتونو ميتسويشي

### شخصيات أخرى
كوتارو تاتسومي (باليابانية: 巽 幸太郎، بالروماجي: Tatsumi Kōtarō)
مؤدي الصوت: مامورو ميانو
روميرو (باليابانية: ロメロ، بالروماجي: Romero)
مؤدي الصوت: ياسوهيرو تاكاتو
ميل كوب أي (باليابانية: 警察官A، بالروماجي: Keisatsukan A)
مؤدي الصوت: هيرويوكي يوشينو
تاكيو غو (باليابانية: 豪 剛雄، بالروماجي: Gō Takeo)
مؤدي الصوت: تسويوشي كوياما
ريكو أمابوكي (باليابانية: 天吹 麗子/霧島 麗子، بالروماجي: Amabuki Reiko)
مؤدية الصوت: كومينا ماتسوشينا
شينتا أوكوبا (باليابانية: 大古場 新太، بالروماجي: Okoba Shinta)
مؤدي الصوت: تورو نارا
ماستير (باليابانية: マスター، بالروماجي: Masutā)
مؤدي الصوت: هوتشو أوتسوكا

## وصلات خارجية
- الموقع الرسمي باللغة اليابانية
- زومبي لاند ساغا على موقع IMDb (الإنجليزية)
- زومبي لاند ساغا على موقع كينوبويسك (الروسية)
- زومبي لاند ساغا على موقع قاعدة بيانات الفيلم (الإنجليزية)